# Julia Franck
Julia Franck (n. 20 februarie 1970, Berlinul de Est, RDG) este o scriitoare germană.

## Viața
Julia Franck este fiica actriței Anna Franck și a producătorului de televiziune Jürgen Sehmisch.
În 1978 familia s-a mutat în Berlinul de Vest, acolo unde au petrecut nouă luni într-un lagăr de refugiați. Franck a studiat literatură germană și studii americane la Universitatea Liberă din Berlin și a petrecut câtva timp în Statele Unite, Mexic și Guatemala. A lucrat ca editor la diverse publicații periodice. Trăiește acum în Berlin. 

## Opere literare
Franck este autoarea mai multor romane, colecții de povestiri și eseuri. Cele mai recente romane, Lagerfeuer, Die Mittagsfrau și Rücken an Rücken tratează teme aferente istoriei germane de secol 21. Acțiunea din Lagerfeuer (Femeia din lagăr) se petrece în lagărul de refugiați Berlin-Marienfelde în anii 1970 și relatează povestea a patru personaje, una dintre ele, Nelly Senff fugise împreună cu cei doi copii mici din Estul Berlinului. Rücken an Rücken se petrece tot în timpul anilor Cortinei de Fier, în timp ce Die Mittagsfrau abordează perioada dintre primul război mondial și finalul anilor 1950.

## Familie
Julia Franck este nepoata sculptorului Ingeborg Hunzinger (1915-2009) și strănepoata graficianului Philipp Franck (1860-1944).

## Distincții
În 2007, Julia Franck a câștigat Premiul German de Carte pentru romanul Die Mittagsfrau, tradus și în limba româna cu titlul „Femeia din amiază”. 

## Opere
- Liebediener (1999)
- Bauchlandung (2000)
- Lagerfeuer (2003)
- Mir nichts, dir nichts (2006)
- Die Mittagsfrau (2007)
- Grenzübergänge (2009)
- Rücken an Rücken (2011)

## Traduceri
- „Femeia din amiază”,[7] traducerea de Ramona Trufin, Humanitas Fiction, București, 2011

## Adaptări cinematografice
West este o adaptare a romanului Lagerfeuer.